# Kożla
Kożla (ros. Кожля) – wieś (ros. деревня, trb. dieriewnia) w zachodniej Rosji, w sielsowiecie makarowskim rejonu kurczatowskiego w obwodzie kurskim.

## Geografia
Miejscowość położona jest 5 km od centrum administracyjnego sielsowietu makarowskiego (Makarowka), 11 km od centrum administracyjnego rejonu (Kurczatow), 43,5 km od Kurska.
W granicach miejscowości znajduje się 31 posesji

## Demografia
W 2010 r. miejscowość zamieszkiwało 18 osób.